# SABCA
La Sociétés Anonyme Belge de Constructions Aéronautiques (SABCA) es una compañía aeroespacial belga, una subsidiaria del Grupo Dassault francés. Sus principales sectores de actividad son aviación civil, espacio y defensa.
La compañía tiene tres localizaciones:
- Bruselas - sede y principal centro de operaciones.
- Charleroi, Henao - mantenimiento de helicópteros y aeronaves militares, soporte logístico y técnico a los clientes.
- Lummen, (Limburgo)  - subsidiaria fabricante de componentes compuestos de alto rendimiento.

## Productos
- SABCA Julien. Biplano.
- SABCA Castar. 1923. Biplano.
- SABCA Camgul. 1925. Biplano monomotor.
- SABCA S.2. 1926. Avión comercial monomotor.
- SABCA S.11. 1931. Avión comercial trimotor.
- SABCA S.12.
- SABCA S.20. 1935.
- SABCA S.30. 1936.
- SABCA S.40. 1939. Entrenador.
- SABCA S.45. Caproni Ca.135 fabricado bajo licencia.
- SABCA S.46. Caproni Ca.310 fabricado bajo licencia.
- SABCA S.47. Caproni Ca.335 fabricado bajo licencia.
- SABCA S.48. Caproni Ca.312 fabricado bajo licencia.